# Sideroxylon sessiliflorum
Espèce
Classification phylogénétique
Sideroxylon sessiliflorum (Poir.) Capuron, est une espèce de plantes à fleurs de la famille des Sapotaceae. C'est un arbre endémique de Maurice et assez rare. Son bois a été qualifié de très bon pour l’ébénisterie.